# جون ماكان
جون ماكان (بالإنجليزية: John McCann)‏ (27 يوليو 1934 بغلاسكو في المملكة المتحدة - ) هو لاعب كرة قدم بريطاني في مركز جناح ‏. شارك مع منتخب اسكتلندا الثانوي لكرة القدم ‏. أما مع النوادي، فقد لعب مع ديربي كاونتي ونادي بارنسلي ونادي بريستول سيتي ونادي تشيسترفيلد وهدرسفيلد تاون ودارلينجتون إف سى.